# 徐普济
徐普济（?—?），长沙郡临湘县（今湖南省长沙市）人，南朝梁政治人物。
梁武帝天监年间，徐普济居丧未葬，邻家失火，延及烧到他的房屋，徐普济号恸大哭，用身子伏在棺木上蔽火。邻居去救他时，已经因为烟熏而昏死，过了几天才苏醒。于是他以孝行闻名。